# Vallières (Aube)
Vallières település Franciaországban, Aube megyében. Lakosainak száma 169 fő (2022. január 1.). Vallières Chesley, Cussangy, Prusy, Turgy és Vanlay községekkel határos.

## Népesség
A település népessége az elmúlt években az alábbi módon változott:
| Lakosok száma | 174  | 130  | 134  | 134  | 144  | 146  | 150  | 165  | 166  | 169  |
|               | 1968 | 1982 | 1990 | 2006 | 2013 | 2015 | 2017 | 2019 | 2020 | 2022 |